# Dorothy Dix
Pour les articles homonymes, voir Dix (homonymie).
Elizabeth Meriwether Gilmer, plus connue sous son pseudonyme Dorothy Dix, née le 18 novembre 1861 et décédée le 16 décembre 1951, est une journaliste et éditorialiste américaine.